# Битва за борщ
Битва за борщ — публичное обсуждение между властями Украины и России относительно того, к чьему национальному наследию принадлежит блюдо борщ. В ходе информационной кампании культура приготовления украинского борща вошла в Репрезентативный список нематериального культурного наследия человечества ЮНЕСКО.

## Начало конфликта
В 2019 году на странице МИД России было выложено сообщение, в котором заявлялось, что борщ является одним из самых известных русских блюд и символом традиционной русской кухни.
После этого в социальных сетях, в частности Twitter, разгорелся спор относительно того, какой стране принадлежит национальное блюдо борщ. В итоге вопрос «чей борщ?» в обеих странах стал таким же маркером свой-чужой, как и вопрос «чей Крым?».

## История
Чтобы решить кулинарный конфликт в пользу Украины, повар и кулинарный эксперт Евгений Клопотенко вместе с Минкультом Украины инициировал кампанию для внесения блюда борщ в перечень украинского нематериального культурного наследия. По мнению кулинара, борщ является частью украинской национальной идентичности наравне с языком. Кампания преследовала цель предотвратить присвоение Россией украинского национального блюда. Среди причин начала «битвы за борщ» стали упоминания борща как российского супа в меню заведений разных стран.
6 октября 2020 года борщ был внесён в Национальный перечень элементов нематериального культурного наследия Украины.
В декабре 2020 года международный ресторанный рейтинг Michelin внёс борщ в список российских блюд. Впоследствии представители рейтинга извинились за ошибку.
Следующим шагом кампании было внесение борща в список нематериального наследия ЮНЕСКО. Организация рассматривала заявку полтора года.
5 марта 2021 года под эгидой Министерства культуры, было приготовлено 25 борщей по рецептам каждого из украинских регионов на Киностудии Довженко. Трансляция происходила онлайн на YouTube-странице «Института культуры Украины» и Facebook-странице Министерства культуры. Событие стало частью кампании по подаче заявки в ЮНЕСКО.
По словам инициаторов кампании, в список не будет подаваться единый рецепт борща, поскольку есть большое количество вариантов блюда, что обусловлено регионом и семейной традицией приготовления. Статьи о «битве за борщ» появились в ряде зарубежных изданий среди которых The Times, The Washington Post и The New York Times.
На фоне полномасштабного российского вторжения на Украину, в апреле 2022 года пресс-секретарь МИД России Мария Захарова обосновала наличие «нацизма и ксенофобии» на Украине тем, что в кулинарных книгах борщ называют украинским блюдом. Официальный спикер внешнеполитического ведомства РФ уверяла, что на Украине запрещаются некоторые кулинарные книги, однако, не предоставив никаких доказательств своих слов.
1 июля 2022 года на 5-м внеочередном заседании Межправительственного комитета по охране нематериального культурного наследия украинский борщ вошёл в Репрезентативный список нематериального культурного наследия человечества ЮНЕСКО.